# Nörd-Löftansjön
Nörd-Löftansjön är en sjö i Arvidsjaurs kommun i Lappland och ingår i Byskeälvens huvudavrinningsområde. Sjön har en area på 0,0584 kvadratkilometer och ligger 316,1 meter över havet.

## Delavrinningsområde
Nörd-Löftansjön ingår i det delavrinningsområde (726421-168170) som SMHI kallar för Mynnar i Krokträskbäcken. Medelhöjden är 366 meter över havet och ytan är 14,44 kvadratkilometer. Det finns inga avrinningsområden uppströms utan avrinningsområdet är högsta punkten. Vattendraget som avvattnar avrinningsområdet har biflödesordning 3, vilket innebär att vattnet flödar genom totalt 3 vattendrag innan det når havet efter 110 kilometer. Avrinningsområdet består mestadels av skog (71 procent) och sankmarker (22 procent). Avrinningsområdet har 0,27 kvadratkilometer vattenytor vilket ger det en sjöprocent på 1,9 procent.